# Rachel Wall
Rachel Wall, född 1760 i Carlisle, Pennsylvania, död 8 oktober 1789, var en amerikansk pirat, en av få kända kvinnliga pirater.
Rachel Wall gifte sig med George Wall, en fiskare och före detta kapare som hade kämpat i det amerikanska frihetskriget. De bosatte sig i Boston, men strax efter det att de bosatt sig där lämnade George Rachel för att ge sig ut på havet. Rachel började arbeta som tjänare. Efter några månader återvände George och visade upp allt han hade plundrat. Han försökte övertyga Rachel att följa med honom ut och plundra.
Parets taktik var att efter en storm arrangera sin båt som om den gått på grund, och Rachel var den som fick ropa på hjälp. När människor från andra skepp rodde ut för att hjälpa dem mördade de dem, tog deras värdesaker och sänkte fartyget. Ingen skulle misstänka något, då man på land antog att fartyget bara sjunkit i stormen. Paret tjänade stora mängder på detta unika sätt. Mellan 1781 och 1782 kapade de tolv fartyg, dödade tjugofyra sjömän och tjänade uppskattningsvis 6 000 dollar i pengar och värdesaker.
Deras fartyg förliste i en storm på slutet av 1782, och hela besättningen föll överbord utom Rachel. Hon fick hjälp att komma i land och började jobba som tjänare i Boston ännu en gång. Hon blev anklagad för att ha rånat en kvinna på gatan i Boston. Hon var oskyldig, men blev ändå förklarad skyldig. Hon erkände därefter sjöröveri, men inte till anklagelsen om att hon varit en tjuv. Hon var den sista kvinnan som hängdes i Massachusetts.